# メルカバー
メルカバー（Merkabah）とは『神の戦車』、『天の車』、あるいは『聖なる神の玉座』ともいわれる。
エゼキエルの『エゼキエル書』1:4-26、10:9-14にメルカバーの4つの翼がある戦車の男性、ライオン、雄牛、およびワシの4つの顔について言及されている。

## カバラの用語
カバラ行者などが瞑想状態になり、神の戦車に乗り込み、神と直接接しようとする所謂、秘密修行・神秘修行のようなものとの関連性があるといえばわかりやすいであろう。護符を用いたり、呪文を唱えたりするなかで、悪魔から魂の辱めなどを受けるのを防ぐ役割を持つ天使と共に、神の玉座を囲むベールを突き抜けて最終目的地に達しよう試みるその行は、霊性や魂の純粋状態を要求され、非常に危険な行ともされる。